# Zweedse Classificatie
De Zweedse Classificatie is een indeling waarin beschreven wordt of geneesmiddelen tijdens zwangerschap en lactatie schade kunnen geven aan het kind.

## Zwangerschapsclassificatie
Er is nog vrij weinig informatie over welke geneesmiddelen welke schade kunnen veroorzaken. Hoewel er dieronderzoek (reprotoxiciteitonderzoek) is gedaan naar veel geneesmiddelen, zegt dit niet alles: zo zijn corticosteroïden bij dieren wel teratogeen, maar bij mensen niet. Onderzoeken op dit gebied zijn bij mensen onethisch en daarom moeten we het doen met de informatie uit case-reports.
De Zweedse classificatie kent 4 categorieën, die onderscheiden naar de bekendheid van de risico’s, of risico blijkt uit dieronderzoek en naar de ervaring die er met de geneesmiddelen is.
- Zwangerschapscategorie A: Er is veel ervaring met deze middelen en er is geen schadelijk effect gevonden.
- Zwangerschapscategorie B: Er is weinig ervaring met deze geneesmiddelen.
  - B1: Dieronderzoeken hebben geen aanwijzingen voor schadelijke effecten opgeleverd.
  - B2: Er zijn geen dieronderzoeken. Beschikbare gegevens wijzen niet op schadelijke effecten.
  - B3: Dieronderzoeken hebben een schadelijk effect aangetoond, maar de betekenis voor de mens is onzeker.
- Zwangerschapscategorie C: Schade is mogelijk, maar omkeerbaar.
- Zwangerschapscategorie D: Geneesmiddelen die schade aan het ongeboren kind kunnen veroorzaken, bewezen teratogeen.

#### Afweging bij classificatie
Als een geneesmiddel aan een zwangere vrouw is voorgeschreven dat niet in categorie A valt, zal het nut voor de moeder (of het risico van niet voorschrijven) moeten worden afgewogen tegen het risico voor het kind. Een voorbeeld hierbij zijn anti-epileptica die niet gestopt mogen worden, omdat een epileptische aanval niet alleen schadelijk kan zijn voor de moeder, maar ook voor het ongeboren kind.

## Lactatiecategorieën
Bij lactatie is de indeling gemaakt in 4 klassen:
- Lactatiecategorie I: Het geneesmiddel gaat niet over in de moedermelk en kan gebruikt worden.
- Lactatiecategorie II: Het geneesmiddel gaat in kleine hoeveelheden over in de moedermelk, mits in therapeutische doses gegeven. Het geneesmiddel kan gebruikt worden.
- Lactatiecategorie III: Het geneesmiddel gaat over in de moedermelk in dusdanige hoeveelheden, dat de baby hiervan een effect kan ondervinden. Overweeg het nut bij de moeder ten opzichte van het risico voor het kind.
- Lactatiecategorie IV: Er zijn onvoldoende gegevens.

Als een geneesmiddel toch gebruikt moet worden en de moeder wil daarna weer borstvoeding geven dan moet zij afkolven om de melkproductie op gang te houden. De tijd die zij moet wachten met het geven van borstvoeding is 4 à 5 maal de halveringstijd van het geneesmiddel. Daarna kan zij haar baby weer borstvoeding geven.